# František Hrudál
František Hrudál byl slovenský a československý politik Komunistické strany Slovenska a poslanec Sněmovny národů Federálního shromáždění za normalizace. Po roce 1989 okresní funkcionář Komunistické strany Slovenska v Čadci.

## Biografie
K roku 1983 se zmiňuje jako tajemník Okresního výboru KSS Čadca. Po volbách roku 1981 zasedl do slovenské části Sněmovny národů (volební obvod č. 109 – Čadca, Středoslovenský kraj). Křeslo nabyl až dodatečně v listopadu 1982 po doplňovacích volbách poté, co zemřel poslanec Michal Cyprich. Ve Federálním shromáždění setrval do konce funkčního období, tedy do voleb roku 1986.
Politicky se angažoval i po roce 1989. V roce 2004 se uvádí jako předseda Okresního výboru Komunistické strany Slovenska v Čadci.